# Pseudonicsara taliabu
Pseudonicsara taliabu is een rechtvleugelig insect uit de familie sabelsprinkhanen (Tettigoniidae). De wetenschappelijke naam van deze soort is voor het eerst geldig gepubliceerd in 2009 door Ingrisch.